# Channa rakhinica
Channa rakhinica — вид лабіринтових риб родини змієголових (Channidae). Описаний у 2024 році.

## Назва
Назва виду вказує на типове місцезнаходження.

## Поширення та екологія
Ендемік М'янми. Вид мешкає у річках, що течуть на захід на західному схилі Араканських гір в штаті Ракхайн.

## Опис
Тіло завдовжки близько 11 см. Від інших представників роду у М’янмі вирізняється своїм кольоровим малюнком, включаючи червонувату щоку, серію до 5 напівкруглих концентричних темно-бордових смуг на грудях, ширших за міжсмуги, серію з 6–7 сідлоподібних плям, помаранчевих субдистальних і білих дистальний обідок на спинному та хвостовому плавцях (проти різнокольорового малюнка). Крім того, він відрізняється від Channa stewartii меншою кількістю променів спинного плавника (34–38 проти 39–41) і загалом меншою кількістю променів анального плавця (23–25, рідко 22 або 26 проти 26–27) і від Channa burmanica за наявністю черевних плавців (проти відсутності).

## Акваріумістика
Цей вид продається як декоративна риба принаймні з 2012 року під назвою «Channa sp. mimetic pulchra» і згадується як Channa sp. Rakhine Yoma в Conte-Grand та ін. (2017) та Rüber et al. (2020).  Звіти про акваріуми свідчать про те, що цей вид виношує ікру у роті.